# 7.1 서라운드 사운드

7.1 확장 서라운드 사운드 레이블

7.1 사운드는 홈시어터 구성에 일반적으로 사용되는 8채널 서라운드 오디오 시스템의 공통 명칭이다. 전통적인 6채널(5.1) 오디오 구성에 2개의 추가 스피커를 더한 것이다. 5.1 서라운드 사운드처럼 7.1 서라운드 사운드 오디오는 표준 프론트 스피커, 센터, LFE(서브우퍼) 스피커 구성을 사용한다. 그러나 5.1 서라운드 사운드 시스템이 서라운드와 후방 채널 효과를 2채널로 병합하는 반면, 7.1 서라운드 시스템은 서라운드와 후방 채널 정보를 4개의 구별된 채널로 분리시키며, 여기에서 효과음은 좌우 서라운드 채널로 분리되며 여기에 2개의 후방 서라운드 채널이 추가된다.
7.1 서라운드 사운드 홈 시어터 구성에서 서라운드 스피커들은 청취자의 위치에 배치되며 후방 스피커는 청취자의 뒷편에 위치한다. 게다가, 돌비 프로 로직 IIz와 DTS Neo:X의 출현과 함께 프론트와 서라운드 채널 간에 위치하는 2개의 프론트 와이드 채널 또는 프론트 채널 위에 위치되는 2개의 프론트 하이트 채널이 추가된 7.1 서라운드 사운드를 의미할 수 있다.

## 같이 보기
- 5.1 서라운드 사운드